# Río Trema
El río Trema es un río de España, afluente del río Nela, pertenecientes a la cuenca hidrográfica del Ebro. Nace en el Valle de Sotoscueva, zona montañosa situada en el noroeste de Las Merindades, en el norte de la provincia de Burgos. Atraviesa el norte de Las Merindades, pasando por Cornejo, Butrera, Torme, Mozares y Bocos. 

## Geografía
El nacimiento del río se sitúa en la confluencia del Arroyo de San Miguel y el Río de Peña Negra, que descienden de los montes del Somo en la Merindad de Sotoscueva y desemboca en el río Nela, en la localidad de Bocos.

### Afluentes
- Por la izquierda
  - Ulemas
  - Arroyo del Tajo

- - Hornillas.

## Recorrido
Es junto con el Trueba y su cofluente el Nela el principal colector fluvial de Las Merindades. Existen presas de molinos en las localidades de Torme y Bocos.

## Fauna
El río se caracteriza por tener los siguientes especies en sus aguas:
- Cangrejo señal
- Trucha común
- Negrís.
- Loina.
- Barbo.

## Más información
El río Trema tiene la principal cacterística de que un km antes de la localidad de Cornejo es filtrado por la tierra y vuelve a emerger por diversos puntos del terreno kilómetros más abajo, principalmente por la cueva conocida como la Torcona, 2 km aguas abajo de Cornejo.
Tiene zonas de pesca permitida en la época de veda abierta desde el término municipal de Torme hasta la desembocadura. Esta pesca está prohibida con cebo natural.
La pesca en el resto del cauce del río, desde su nacimiento hasta el término municipal de Torme, está vedada durante todo el año, al igual que en todos sus afluentes.
Hasta el 2010, las aguas de este río desde el término municipal de Torme hasta el de Mozares eran uno de los dos escenarios deportivos y sociales que tenía la comunidad de Castilla y León
- Datos: Q5694120
- Multimedia: Trema River / Q5694120